# شن يين تشوان

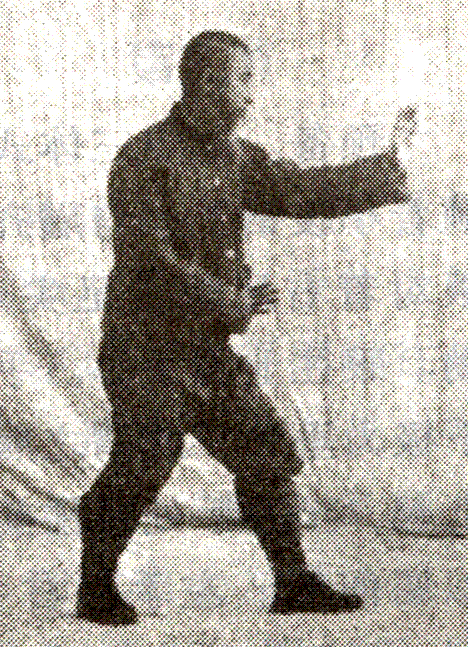

تعتبر الشن يي تشوان Xin Yi Chuan من فنون الكونغ فو الداخلية التي توظّف الطاقة «تشي» في القتال. وهو يعني حرفياً القتال بالنية. الشن يي تشوان أو فن العشر حيوانات هو فن قتالي طوره المسلمون في الصين من فن الشيج يي جوان أو فن الإثني عشر حيوان.
للشن يي تشوان 5 قبضات تمثل خمس عناصر هي الحديد، الماء، الخشب، الأرض، النار.
وله أسلوب مستوحى من عشر حيوانات: التنين، النمر، الدب، الحصان، القرد، الأفعى، السنونو، الدجاجة، النسر، الصقر.
وله العديد من الاسلحة مثل: العصا، السيف، إلخ.
أحد الأسباب التي حدت من انتشار الفن هو التحفظ من المعلمين واختيار التلاميذ بحذر حتى لا تنتقل الأسرار للمنافسين.